# Alexej Gorinov
Alexej Aleksandrovič Gorinov (rusky Алексей Александрович Горинов; 26. června 1961 Moskva) je ruský právník a městský zastupitel v Moskvě. Byl odsouzen k sedmi letům vězení za to, že se vyslovil proti návrhu uspořádat dětskou soutěž v tanci a kreslení za probíhající ruské invaze na Ukrajinu. 
Šlo o první soudní rozsudek podle přísných nových zákonů, které Rusko zavedlo v prvních dnech invaze. Gorinov byl prvním odsouzeným, který na protest proti invazi nepřiznal svou vinu.

## Život
Gorinov v roce 1984 vystudoval Moskevskou státní univerzitu geodézie a kartografie. O 20 let později pak vystudoval právo na Kutafinově univerzitě v Moskvě. 
Od roku 2017 byl městským zastupitelem v jedné z moskevských čtvrtí. Byl nezávislým zastupitelem, podporovaným liberálním hnutím Solidarita. 
Gorinov je ženatý a má syna.

## Trestní stíhání
Dne 15. března 2022, krátce po začátku ruské invaze na Ukrajinu, během debaty zastupitelů o dětské výtvarné soutěži, Gorinov uvedl: „Jak můžeme mluvit o dětské soutěži v kreslení ke Dni dětí nebo pořádání tanečních recitálů ke Dni vítězství, když každý den umírají děti?“Doplnil, že na Ukrajině už zemřelo téměř 100 dětí a že každý den osiří další. Veškeré úsilí ruské občanské společnosti by podle něj mělo být zaměřeno výhradně na zastavení války a stažení ruských jednotek z Ukrajiny. Gorinov také ruskou invazi označil za válku, nikoli za „zvláštní vojenskou operaci“.
Gorinova podpořila další zastupitelka Jelena Kotěnočkinová. Byla rovněž stíhána, ale stihla Rusko opustit.

### Trestní řízení
Dne 4. března 2022 podepsal ruský prezident Vladimir Putin zákon, který zavádí tresty odnětí svobody až na 15 let pro ty, kteří vědomě zveřejňují nepravdivé informace o ruských ozbrojených silách a jejich operacích.
Dne 26. dubna 2022 byl Gorinov zatčen. Dne 8. července 2022 soud odsoudil Gorinova k sedmi letům vězení v nápravné kolonii.
Během soudního jednání Gorinov otevřeně odsoudil ruskou invazi na Ukrajinu: „Rusko už pět měsíců vede válku a hanebně ji nazývá speciální vojenskou operací. Bylo nám slíbeno vítězství a sláva. Proč tedy značná část mých krajanů cítí stud a vinu?"
Na konci listopadu 2022 byl Gorinov převezen do nápravné kolonie č. 2 v Pokrovu ve Vladimirské oblasti. Je to tatáž kolonie, kde byl vězněn Alexej Navalnyj.

## Zdravotní stav
Již před zatčením byl Gorinův zdravotní stav špatný, měl za sebou operaci plic. Podmínky ve vězení a absence lékařské péče vedly ke zhoršení jeho stavu.

## Ocenění
V listopadu 2022 Gorinov obdržel Magnitského cenu. Od roku 2015 ji dostávají osobnosti, které přispěly k obraně lidských práv.
Začátkem roku 2023 podepsalo 34 poslanců Evropského parlamentu otevřený dopis na podporu Gorinova.
Amnesty International vyzývá k podpisu petice za propuštění Alexeje Gorinova.